# Fursuit

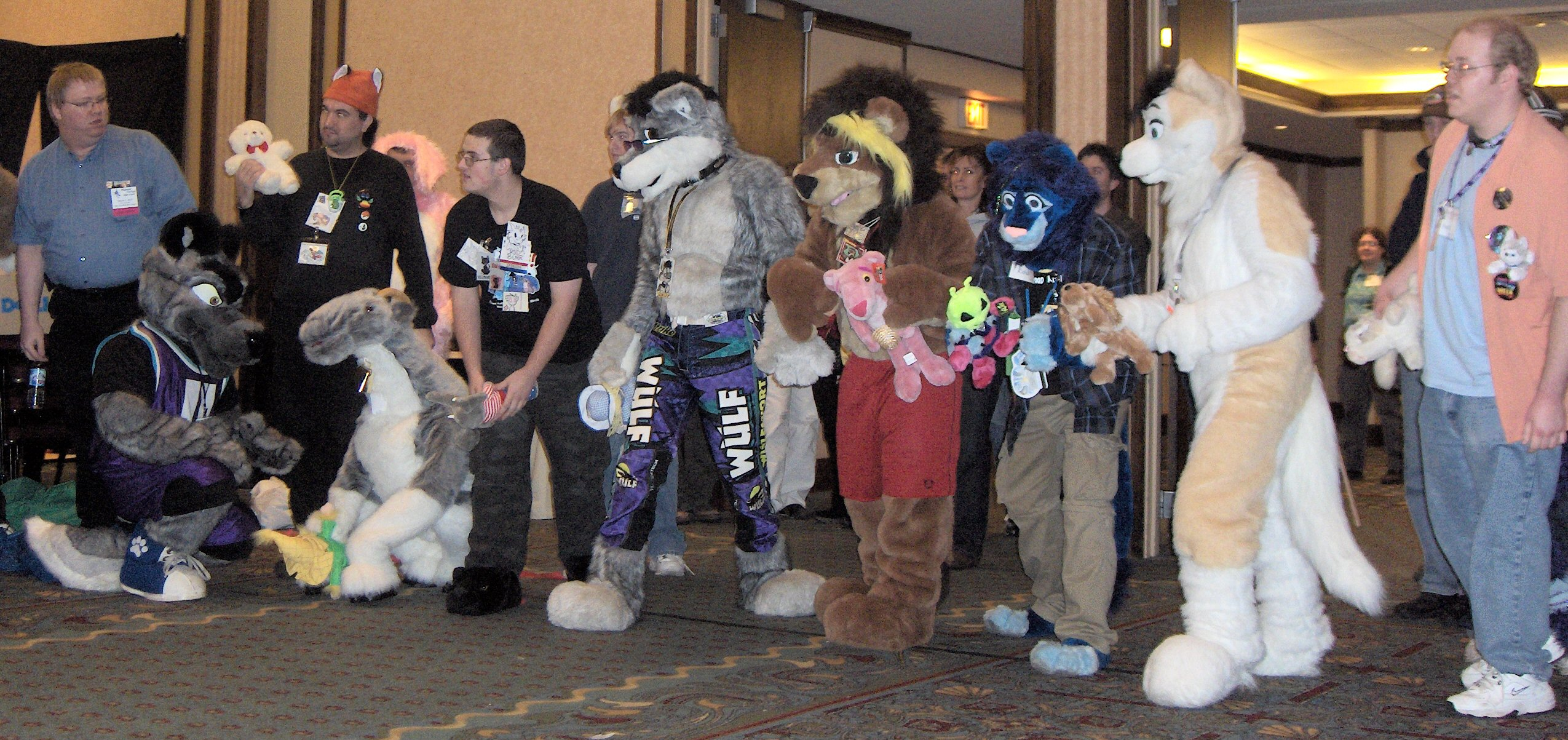
FurFest 2006

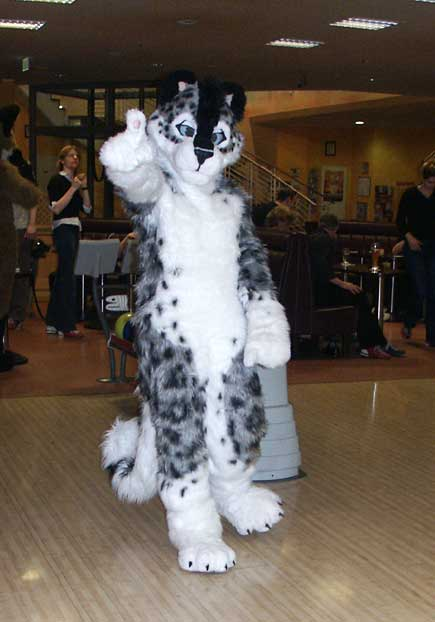
Fursuit

Fursuit je zvířecí kostým všeobecně používaný ve furry komunitě, což jsou fanoušci antropomorfních zvířat (tj. zvířat, která se chovají jako lidé např.: chodí po dvou, umí mluvit, nosí oblečení apod.). Jedná se často o šelmy, které jsou všeobecně oblíbenými zvířaty (liška, pes, kočka, vlk, lev, tygr, orel). Mezi furríky lze ale hledat i kterékoli jiné stvoření draky, plazy, žáby, ryby apod.
Většina furries si Fursuity objednává od tzv. Fursuit makerů a většinou se vyrábí z molitanu a kožešiny. Furries nosí své kostýmy na tzv. Outingy nebo cony – někteří však nosí své suity i do parků či ulic, čemuž se říká Public suiting.

## Příležitost k obleku
Stejně jako národní kroj i fursuit má příležitosti, kde je vhodné se do něj obléci. Bývají to většinou festivaly či srazy (srazy furry komunity se nazývají furcony nebo outingy). Protože je však fursuit vcelku nákladný, pokud člověk není zručný a nedovede si ho vyrobit, není na těchto akcích nutností. Klidně proto mohou účastníci přijít v civilu. Někteří furries si také dělají částečné fursuity, jako jsou tlapky, ocas, uši apod. Existují i specializované obchody s fursuity, avšak v České republice ani na Slovensku jich moc není, rozšířené jsou především v Japonsku nebo USA.